# Jazzsangeren
Jazzsangeren (originaltitel: The Jazz Singer) er en amerikansk musicalfilm fra 1927, og den første spillefilm med lyd.
Filmen blev instrueret af Alan Crosland og produceret af filmselskabet Warner Bros. med dets "lyd-på-disk"-lydsystem Vitaphone. Filmens hovedrolle var Al Jolson som fremførte seks sange.
Filmens handling er baseret på The Jazz Singer, et skuespil af Samson Raphaelson. Filmen fortæller den fiktive historie om Jakie Rabinowitz, en ung mand, som modsætter sig sin jødiske families traditioner.
Etter at have sunget populære melodier i en Biergarten bliver han straffet af sin far, en hazzán. Det får Jakie til at rejse hjemmefra. Nogle år senere er han blevet en talentfulld jazzsanger under navnet Jack Robin.
Han forsøger at bygge en karriere op som underholdningsartist, men hans Professionelle ambitioner kommer i konflikt med kravene fra sin familie og sin kulturelle arv.
Darryl F. Zanuck vandt en specielt oprettet Oscar for at have produceret filmen (da det blev betragtet som urimeligt at den skulle konkurrere med stumfilm),
og den blev også nomineret til to andre priser. I 1996 blev filmen udvalgt til bevarelse af US National Film Registry af Library of Congress da den anses for at være "kulturelt, historisk eller æstetisk signifikant". I 1998 blev Jazzsangeren en af filmene som blev valgt til en af de bedste amerikanske film gennem alle tider, og blev rangeret som nummer halvfems.